# Лимерик
Ли́мерик (англ. Limerick, ирл. Luimneach [ˈl̪ˠɪmʲ(ə)nʲəx], Лымьнях) — город-графство в Ирландии, находится на границе графств Лимерик (провинция Манстер) и Клэр. 
Согласно переписи 2022 года, является третьим по численности населения городом Ирландии — 102 287 человек.

## География
Город расположен на реке реке Шаннон, которую пересекают четыре основных моста в районе центральной части Лимерика. К югу от города находится Золотая Долина (англ. Golden Vale) — область плодородных холмистых пастбищ, известная развитой молочной промышленностью .
1 июня 2014 года в результате объединения городского и графского советов Лимерика был образован новый столичный округ Лимерик, под управлением объединённого совета. В его состав вошла городская территория, а границы округа были расширены — на запад до Патриксуэлла и на восток до Каслконнелла.

## История

### Ранняя история
Первые поселения на территории современного Лимерика возникли ещё 3 тыс. лет назад. В V веке в этом районе было построено несколько монастырских комплексов.
С 795 года, когда был совершён первый набег викингов на Ирландию, скандинавская экспансия активно велась на территории острова. Ими же и была основана в 812 году колония, вспоследствии ставшая городом Лимерик. После Битвы при Клонтарфе в 1014 году ирландцы Мунстера под руководством Бриана Бору одержали победу над викингами и взяли контроль над городом.

### Нормандский период
В 1173 году Лимерик покорился вторгшимся из Англии нормандцам. Правда, перед этим последний ирландский правитель Лимерика, Домнаил Мёр Лиа Бриейн (ирл. Domnail Mör Lia Briain), сжёг город дотла, и нормандцам пришлось отстраивать Лимерик заново. В начале XIII века король Иоанн Безземельный основал Лимерик как графство.
После Битвы при Бойне, предзнаменновавшей поражение войск Якова II в Войне двух королей, остатки армии якобитов укрылись в Лимерике, который считался неприступным. Последовавшая осада вошла в ирландский фольклор как героическое поражение, скреплённое в 1691 году Лимерикским соглашением.
Период стабильности, последовавший после потрясений конца XII века, ознаменовался экономическим процветанием региона. Экспорт ирландской сельскохозяйственной продукции в Британию и Америку проходил через порт Лимерика.

### Новейшая история

Члены Лимерикского забастовочного комитета

Начало XX века стал периодом политический потрясений для Ирландии. 9 апреля 1919 года, в период Ирландской войны за независимость (1919–1921), Лимерик был объявлен британской армией «Особой военной зоной». В ответ на это профсоюзы Лимерика объявили забастовку против английского милитаризма. В результате бастующие захватили власть и в период 15—27 апреля 1919 года город был столицей самопровозглашённой республики Лимерикского совета.
Середина XX века характеризовалась для Лимерика экономической стагнацией и упадком, поскольку многие традиционные отрасли промышленности закрылись или покинули город. Однако, в 1942 году в 20 км к западу от города был открыт Международный аэропорт Шаннон, и уже в 1959 году он позволил открыть одноимённую свободную экономическую зону, привлёкшую огромное количество международных корпораций.

## Экономика
Лимерик, наряду с графствами Клэр и Типперэри, относится к экономической зоне Среднего Запада (зона NUTS).
Основным предприятием в городе являлась фабрика по производству компьютеров компании Dell, располагавшаяся в бизнес-парке Raheen, которая однако была закрыта в январе 2009 году вследствие решения о переносе производственных линий в Польшу.
Следствием закрытия Dell (а также экономического кризиса 2008 года) стало потеря городом 1900 рабочих мест, а также 2% от национального ВВП Ирландии .
Среди традиционных отраслей промышленности в городе развито свиноводство (город славится фирменной лимерикской ветчиной), рыбная промышленность, а также сельское хозяйство.
Местная железнодорожная станция была открыта 28 августа 1858 года, заменив более раннюю, находившуюся в полукилометре на восток, станцию, открытую 9 мая 1848 года.

## Культура

### Искусство
Галерея искусств, находящаяся на площади Пери, располагает постоянной коллекцией ирландского современного искусства с начала XVIII по XX век.
В здании музея каждые два года так же проходит фестиваль современного искусства «EVA International».

### Музеи
- Музей Хант
- Музей Лимерика
- Замок Короля Иоанна

Имя города дало название лимерикам — шуточным стихотворениям из пяти строк. Это произошло благодаря обычаю придумывать и петь на вечеринках шуточные песенки, припевом которых была фраза «Will you come up to Limerick?» («Вы приедете в Лимерик?»)

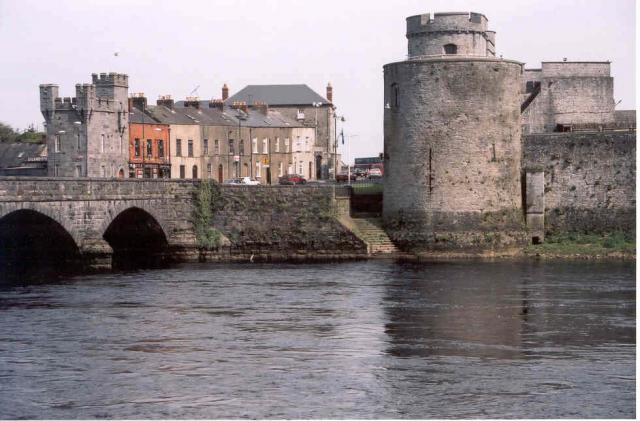
Замок короля Джона (Иоанна Безземельного).

## Спорт
Регби, гэльский футбол, хёрлинг и американский футбол — популярные спортивные развлечения в Лимерике. В 2008 и 2009 годах город принимал открытые чемпионаты по гольфу, а в 2010 — Специальные олимпийские игры  для лиц с умственными отклонениями.
В городе есть стадион «Томонд Парк» вместимостью 25 тысяч человек, на котором проводит свои матчи регбийный клуб «Манстер». Стадион также используется для проведения концертов.

## Религия
В городе действует два собора: англиканский Собор Святой Девы Марии и католический Собор Святого Иоанна Крестителя.

## Демография
Население — 102 287 человек (по переписи 2022 года). В 2002 году население составляло 86 998 человек. При этом, население внутри городской черты (legal area) было 52 539, население пригородов (environs) — 38 218.
Данные переписи 2006 года:
| Общие демографические показатели |               |                               |                               |       |       |
| Всё население                    | Всё население | Изменения населения 2002—2006 | Изменения населения 2002—2006 | 2006  | 2006  |
| 2002                             | 2006          | чел.                          | %                             | муж.  | жен.  |
| 86 998                           | 90 757        | 3759                          | 4,3                           | 44806 | 45951 |

В нижеприводимых таблицах сумма всех ответов (столбец «сумма»), как правило, меньше общего населения населённого пункта (столбец «2006»).
| Религия (Тема 2 — 5 : Число людей по религиям, 2006) |             |                |             |            |        |        |
| Католики, чел.                                       | Католики, % | Другая религия | Без религии | не указано | сумма  | 2006   |
| 80 377                                               | 88,6        | 5292           | 3906        | 1182       | 90 757 | 90 757 |

| Этно-расовый состав (Этничность. Тема 2 — 3 : Постоянное население по этническому или культурному происхождению, 2006) |            |              |       |        |        |            |        |        |
| Белые ирландцы | Лухт-шулта | Другие белые | Негры | Азиаты | Другие | Не указано | сумма  | 2006   |
| 77 200 | 393        | 6767         | 1246  | 1527   | 1014   | 1166       | 89 313 | 90 757 |
| Доля от всех отвечавших на вопрос, %                                                                                   |            |              |       |        |        |            |        |        |
| 86,4 | 0,4        | 7,6          | 1,4   | 1,7    | 1,1    | 1,3        | 100    | 98,41  |

1 — доля отвечавших на вопрос о языке от всего населения.
| Владение ирландским языком (Тема 3 — 1 : Число людей от 3 лет и старше по способности говорить по-ирландски, 2006) |        |            |        |        |
| Владеете ли Вы ирландским языком?                                                                                  |        |            |        |        |
| Да | Нет    | Не указано | сумма  | 2006   |
| 37 806 | 47 552 | 1858       | 87 216 | 90 757 |
| Доля от всех отвечавших на вопрос о языке, %                                                                       |        |            |        |        |
| 43,3 | 54,5   | 2,1        | 100    | 96,11  |

1 — доля отвечавших на вопрос о языке от всего населения.
| Использование ирландского языка (Тема 3 — 2 : Говорящие по-ирландски от 3 лет и старше по частоте использования ирландского языка, 2006) |                                                            |                                               |                                               |                                               |                                               |                                               |        |                                     |        |
| Как часто и где Вы говорите по-ирландски?                                                                                                |                                                            |                                               |                                               |                                               |                                               |                                               |        |                                     |        |
| ежедневно, только в образовательных учреждениях                                                                                          | ежедневно, как в образовательных учреждениях, так и вне их | в других местах (вне образовательной системы) | в других местах (вне образовательной системы) | в других местах (вне образовательной системы) | в других местах (вне образовательной системы) | в других местах (вне образовательной системы) | сумма  | всего, отвечавших на вопрос о языке | 2006   |
| ежедневно, только в образовательных учреждениях                                                                                          | ежедневно, как в образовательных учреждениях, так и вне их | ежедневно                                     | каждую неделю                                 | реже                                          | никогда                                       | не указано                                    | сумма  | всего, отвечавших на вопрос о языке | 2006   |
| 9651 | 312                                                        | 802                                           | 2328                                          | 13 942                                        | 10 242                                        | 529                                           | 37 806 | 87 216                              | 90 757 |
| Доля от всех отвечавших на вопрос о языке, %                                                                                             |                                                            |                                               |                                               |                                               |                                               |                                               |        |                                     |        |
| 11,1 | 0,4                                                        | 0,9                                           | 2,7                                           | 16,0                                          | 11,7                                          | 0,6                                           | 43,3   | 100                                 |        |

| Типы частных жилищ (Тема 6 — 1(a) : Число частных домовладений по типу размещения, 2006) |          |         |                 |            |        |        |
| Отдельный дом                                                                            | Квартира | Комната | Переносные дома | не указано | сумма  | 2006   |
| 26 938                                                                                   | 4701     | 197     | 52              | 710        | 32 598 | 90 757 |

## Города-побратимы
- Старогард-Гданьский, Польша
- Спокан, США
- Кемпер, Франция
- Лимерик[англ.], США
- Нью-Брансуик, США